# Байдакове
Байдако́ве — село в Україні, в Онуфріївській селищній громаді Олександрійського району Кіровоградської області.

## Географія
Селом тече річка Байдаківка.

## Історія
Село Байдакове засноване у 1770-х рр. казначеєм Крюківського повіту у 1779—1781 рр. секунд-майором Андрієм Григоровичем Байдаком.
Станом на 1886 рік у селі Василівської волості Олександрійського повіту Херсонської губернії, мешкало 306 осіб, налічувалось 59 дворових господарств, існували цегельний завод та лавка.
1905 року в селі відбувся виступ селян проти поміщицького гніту (Байдаківське селянське заворушення). Селяни Байдаківки, об'єднавши навколо себе жителів сусідніх сіл — Попельнастого, Петрополя, Михайлівки, Копканівки та ін., 30 листопада 1905 спалили маєток місцевого поміщика, розібрали худобу і продукти харчування. Проти селян Байдаківки було послано каральний загін. У збройній сутичці було забито 10, поранено 9 селян. 103 учасники виступу були заарештовані та віддані до суду. Цими кривавими заходами селянський виступ було придушено.

## Населення
Згідно з переписом УРСР 1989 року чисельність наявного населення села становила 174 особи, з яких 77 чоловіків та 97 жінок.
За переписом населення України 2001 року в селі мешкало 116 осіб.

### Мова
Розподіл населення за рідною мовою за даними перепису 2001 року:
| Мова       | Чисельність | Відсоток |
| ---------- | ----------- | -------- |
| українська | 106         | 91,38%   |
| російська  | 8           | 6,90%    |
| румунська  | 1           | 0,86%    |
| інші       | 1           | 0,86%    |
| Усього     | 116         | 100%     |

## Відомі люди
Уродженцями села є:
- Артем Пасічник (1914—1940) — Герой Радянського Союзу.
- Володимир Базилевський — український поет, лауреат Шевченківської премії.